# Liste des communes de la région de l'Ouest au Cameroun
Liste des communes de la région de l'Ouest au Cameroun par départements : 40

## Bamboutos
Le département de Bamboutos est découpé en 4 communes :
- Babadjou
- Batcham
- Galim
- Mbouda

## Haut-Nkam
Le département du Haut-Nkam est découpé en 7 communes :
- Bafang
- Bakou
- Bana
- Bandja
- Banka
- Banwa
- Kekem

## Hauts-Plateaux
Le département des Hauts-Plateaux est découpé en 4 communes :
- Baham
- Bamendjou
- Bangou
- Batié
- Badenkop

## Koung-Khi
Le département du Koung-Khi est découpé en 3 communes :
- Bayangam
- Demdeng
- Pète-Bandjoun

## Menoua
Le département de la Menoua est découpé en 6 communes :
- Dschang
- Fokoué
- Fongo-Tongo
- Nkong-Zem
- Penka-Michel
- Santchou

## Mifi
Le département de la Mifi est découpé en 3 communes :
- Bafoussam Ier
- Bafoussam IIe
- Bafoussam IIIe

## Ndé
Le département du Ndé est découpé en 4 communes :
- Bangangté
- Bassamba
- Bazou
- Tonga

## Noun
Le département du Noun est découpé en 9 communes :
- Bangourain
- Foumban
- Foumbot
- Kouoptamo
- Koutaba
- Magba
- Malentouen
- Massangam
- Njimom